# Naoko Kawakami
Naoko Kawakami (川上 直子, 16 de novembre de 1977) és una exfutbolista japonesa.

## Selecció del Japó
Va debutar amb la selecció del Japó el 2001. Va disputar 48 partits amb la selecció del Japó. Ha disputat Copa del Món de 2003 i Jocs Olímpics d'estiu de 2004.

## Estadístiques
| Selecció del Japó | Selecció del Japó | Selecció del Japó |
| Anys              | Partits           | Gols              |
| ----------------- | ----------------- | ----------------- |
| 2001              | 10                | 0                 |
| 2002              | 10                | 0                 |
| 2003              | 14                | 0                 |
| 2004              | 10                | 0                 |
| 2005              | 4                 | 0                 |
| Total             | 48                | 0                 |